# غاري دوكري
غاري فرينش دوكري (15 أكتوبر 1953 - 15 أبريل 1997) هو ضابط شرطةٍ أمريكي في والدن بتينيسي. كان قد قضى سبع سنواتٍ ونصف في حالةٍ تشبه الغيبوبة بعد إصابته بجروحٍ بالغة عام 1988. استفاق من غيبوبته في عام 1996 وبدأ يتحدث بلهفةٍ، مُتعرفًا على أصدقائه ومتذكرًا أحداثًا من سنواتٍ مضت، ثم عاد إلى الغيبوبة وتوفي بعد عام.

## سيرته
كان غاري دوكري قد تعرض لإطلاق نارٍ في جبهته من قِبل مُعتدٍ ثمل أثناء استجابته لنداءٍ في أحد المنازل في 17 سبتمبر 1988. كان مُطلق النار عليه، صموئيل فرانك داوني، البالغ من العمر آنذاك 68 عامًا، قد أجرى المكالمة مُبلغًا عن إزعاج كاذب، ثم أطلق النار على غاري من مسافةٍ قريبة. أخبر داوني الشرطة لاحقًا أنه أراد الانتقام من الشرطة لتوبيخها له بسبب الإزعاج بعد شكوى من جيرانه. حُكم على داوني بالسجن 37 عامًا. دخل غاري فيما وصفه الأطباء حالة إنباتية مستديمة، عاجزًا عن التواصل إلا بغمزاتٍ وآهاتٍ عرضية، مما يُشير إلى أن جزءًا من دماغه لا يزال يعمل. ولكنه لم يكن واعيًا على الرغم من أنه كان قادرًا على الاستجابة.
في يوم الاثنين، 12 فبراير 1996، استيقظ غاري وبدأ يتحدث، مُتعرفًا على أصدقاء قدامى، ومُتذكرًا أسماء خيوله، ومُتذكرًا رحلات التخييم. تحدث أقل يوم الثلاثاء، وانقطع تمامًا في اليوم التالي. بعد أربعة أيام من بدء حديثه، خضع غاري لجراحةٍ في الرئة بسبب عدوى هددت حياته. في 15 أبريل/نيسان 1997، توفي عن عمرٍ يناهز 43 عامًا بسبب جلطة دموية في رئته. نُقل بعدها من دار رعاية المسنين إلى مستشفى إرلانجر في تشاتانوغا بتينيسي، حيث أُعلنت وفاته الساعة 9:52 صباحًا.